# يو إف سي 103
يو إف سي 103: فرانكلين ضد بيلفورت (بالإنجليزية: UFC 103: Franklin vs. Belfort)‏ هو حدث لفنون القتال المختلطة نظمته يو إف سي، أُقيم في 19 سبتمبر 2009، على مركز الخطوط الجوية الأمريكية في دالاس، تكساس، الولايات المتحدة.